# Ouško (plavání)
Ouško je plavecký styl, při kterém leží tělo plavce na vodní hladině na boku a ruce i nohy zabírají nestejně. Z toho důvodu je vhodný jako záchranná technika i pro plavání na dlouhé vzdálenosti. Ouško zvyšuje výdrž plavce, jelikož levé a pravé končetiny sice pracují současně, avšak různým způsobem. Unavený plavec se může otočit na druhý bok a tak poskytnout končetinám prostor k regeneraci sil.